# N.F.-Board
A N.F.-Board (Nouvelle Fédération-Board) foi uma federação de futebol fundada em dezembro de 2003 e extinta em janeiro de 2013. Era composta por equipes que representam nações, dependências, estados não reconhecidos, minorias, povos sem estado, regiões e micronações não afiliadas à FIFA.
Um dos fundadores foi Luc Misson, um advogado que representou o futebolista belga Jean-Marc Bosman em uma decisão que levou ao Caso Bosman.

## Copa do Mundo VIVA
A N.F.-Board organizou cinco Copas do Mundo VIVA, os jogos inaugurais em novembro de 2006. Os eventos foram os seguintes:
- Copa do Mundo VIVA de 2006 na Occitânia
- Copa do Mundo VIVA de 2008 na Lapônia
- Copa do Mundo VIVA de 2009 na Padânia
- Copa do Mundo VIVA de 2010 em Gozo
- Copa do Mundo VIVA de 2012 no Curdistão

Desde 2013, o futebol internacional não pertencente à FIFA é administrado pela Confederação das Associações Independentes de Futebol (CONIFA).

## Ex-membros
Um obelisco (†) indica os membros que competiram em pelo menos uma partida da Copa do Mundo VIVA. Um asterisco (*) indica os membros que atualmente são afiliados à CONIFA.
| Equipe               |
| -------------------- |
| Baixa Saxônia do Sul |
| Chechênia            |
| Chipre do Norte†*    |
| Ciganos              |
| Cilento              |
| Cossacos             |
| Duas Sicílias†*      |
| Escânia              |
| Francônia            |
| Gagaúzia             |
| Gozo†                |
| Groenlândia          |
| Iles d'Or            |
| Labaj                |
| Lapônia†*            |
| Mônaco†              |
| Occitânia†           |
| Padânia†*            |
| País Sículo*         |
| Provença†            |
| Récia†*              |
| Rijeka               |
| Sardenha*            |
| Saugeais             |
| Sealand              |
| Seborga              |
| Valônia              |

| Equipe                |
| --------------------- |
| Arquipélago de Chagos |
| Camarões do Sul†      |
| Casamansa             |
| Darfur†               |
| Fulas                 |
| Masai                 |
| Saara Ocidental†      |
| Somalilândia          |
| Zanzibar†             |

| Equipe           |
| ---------------- |
| Arameus†         |
| Curdistão†*      |
| Himalaia         |
| Papua Ocidental* |
| Molucas do Sul   |
| Tamil Eelam†*    |
| Tibete*          |

| Equipe   |
| -------- |
| Kiribati |
| Pohnpei  |
| Yap      |

| Equipe            |
| ----------------- |
| Cascádia*         |
| Índias Ocidentais |

| Equipe         |
| -------------- |
| Esperanto      |
| Ilha de Páscoa |